# Серва, Келси
Келси Серва (род. 1 сентября 1989 года, Келоуна, Британская Колумбия, Канада) — канадская фристайлистка, участница олимпийских игр 2010 года, серебряный призёр олимпийских игр в Сочи. Чемпионка мира по фристайлу в 2011 году в ски-кроссе.

## Биография
Келси Серва начала кататься на лыжах с двух лет, но только в 2007 году впервые попробовала ски-кросс. Келси Серва любит вязание и крокет, является болельщицей хоккейного клуба Ванкувер Кэнакс, ведёт блог, учится на психотерапевта. Она является послом фонда Dream Legacy Fund, который помогает атлетам в районе Оканаган и благодарна бывшей фристайлистке Кристи Ричардс за его основание.

## Спортивная карьера
Сезон 2010—2011 года Келси Серва закончила на третьем место в общем зачёте кубка мира по ски-кроссу. В январе 2012 года она получила травму левого колена и долго восстанавливалась. Только в следующем сезоне она вернулась на кубок мира, выступив в начале декабря в Накиске (Канада), а уже в конце месяца выиграв этап в Сан-Кандидо (Италия). В марте 2013 года на тренировке во время чемпионата мира вновь повредила левое колено.
Келси Серва принимала участие в 2 чемпионатах мира. В 2009 году спортсменка стала 5-й, а в 2011 — выиграла чемпионат. Победа случилась всего через четыре дня после финала Winter X Games, который спортсменка также выиграла, при этом упав за финишной чертой и повредив спину. Среди других достижений на Winter X Games 6-е место в 2009 году и бронзовая медаль в 2010. На олимпийских играх Келси Серва дебютировала в 2010 году, где стала 5-й в ски-кроссе, третье место в полуфинале отправило её в финал Б, который спортсменка выиграла. На следующий играх Серва завоевала серебряные медали, поднявшись на подиум вместе с подругой по команде Мариэль Томпсон, которая стала первой.